# Compagnie de transports au Maroc
Pour les articles homonymes, voir CTM.
La Compagnie de transports au Maroc (arabe : الشركة المغربية للنقل), ou CTM (ستيام, Satyame), est une compagnie marocaine de transport routier créée en 1919. 
Elle opère dans les services de transport de voyageurs et de messagerie. La compagnie est membre du réseau Eurolines.
Son principal actionnaire est le groupe RMA Watanya (48%). Le groupe El Joumani détient une participation minoritaire (23%).

## Historique
En 1919, Jean Epinat fonde, en association avec ses amis Eugène Paris et Paul Lutzy, la Compagnie de Transport et de Tourisme (CTM).
En 1922, la CTM renouvelle le contrat qui la lie au gouvernement chérifien. Elle crée le 1er Office du Tourisme au Maroc.
En 1925, la CTM absorbe 3 grandes firmes: la Société Zakra, les Transports Bernard et les Transports Loufrani.
En 1926, la CTM effectue un parcours annuel de 6.500.000 km, avec 12 services journaliers entre Casablanca et Rabat, 5 pour le trajet Casa-Marrakech, 4 sur Casa-Fès, 1 sur Casa-Mogador et 3 services par semaine pour le trajet Casa-Tanger. La même année, elle commence l’importation d’une gamme luxueuse de cars Pullman, Panhard et Levassor de 14 et 22 places, pouvant rouler jusqu’à 45 km/h. (…)
En 1969, les autorités marocaines décident de fusionner la CTM et les L.N. Un an après, la CTM-LN commence à connaître des difficultés financières.
En 1986, la participation de l’Etat passe de 55,5 % à 80,7 %, à la suite d'une nouvelle augmentation de capital.
En 1998 et 1999, un nouveau schéma organisationnel est mis en place, dont le rajeunissement du parc autocars et retour au sigle initial de la CTM.
Depuis 2010, les principaux actionnaires sont RMA Watanya : 49,81 % – Divers Actionnaires : 27,19 % – Joummani Group : 17,00 % – Total : 100 %.

## Transport de voyageurs
Le transport des voyageurs possède en 2020 un parc de 250 autocars. En 2019, l'entreprise dessert 90 destinations à l’intérieur du territoire national et 60 destinations à l'étranger (essentiellement France et Espagne).
En novembre 2019, des notes interdisant la vente de billets « aux Africains » en situation illégale et prévoyant pour ce faire que « cette catégorie de voyageurs » doit faire l'objet d'un contrôle des papiers par le personnel suscite des critiques au sein de la population, dont une partie critique un contrôle au faciès. D'autres compagnies de transport sont également concernées. D'après la presse marocaine, la consigne venait des pouvoirs publics ; selon le site d'information ledesk.ma, « le gouvernement par la voix de son porte-parole [a rétropédalé] en condamnant une mesure « raciste » émanant pourtant de l’un de ses départements ministériels »,.

## Partenaires européens
- : Eurolines France
- : Linebus, Eurolines Espagne, ALSA, SAIA